# Ploceus jacksoni
El tejedor de Jackson (Ploceus jacksoni) es una especie de ave paseriforme de la familia Ploceidae. Es propio de  África, encontrándose desde el sureste de Sudán hasta Uganda, Burundi, Kenia y el norte de Tanzania. En Asia ha sido introducido en Emiratos Árabes Unidos. No se reconocen subespecies.